# 天官賜福 (小說)
《天官賜福》（英語：Heaven Official's Blessing）是中国网络作家墨香铜臭创作的耽美小說，2017年在晋江文学城连载。改編的動畫於2020年10月31日在嗶哩嗶哩播出，第二季於2023年10月18日於嗶哩嗶哩（僅限港澳台地區）及Ani-Mi Asia Youtube頻道上播出。

## 原著介绍
《天官赐福》是中国大陆网路作家墨香铜臭创作的第三部耽美小说，也是她截至目前创作的最后一部小说。本小说于2017年开始发表于晋江文学城，2018年2月25日正篇部分完结，同年6月20日番外部分完结。

## 内容概要
小说不按时间顺序，分为“过去时”和“现在时”，介绍了仙乐国太子谢怜与血雨探花花城的故事。仙乐太子谢怜一心修行，曾在一次悦神游中救下一名从城楼上掉下来的红衣小孩。十七岁时第一次飞升成仙（武神）。三年后，由于旱灾和瘟疫，仙乐国大乱。谢怜不顾天庭反对，执意下凡拯救仙乐国。但谢怜的参与不仅没能平息事态，反而使战乱加剧，仙乐国最终为叛军所灭。 灭国后，愤怒的人们毁灭了谢怜的神殿和神像，他成了瘟神。不久，他就又被贬入凡间。
許久之后，被贬兩次的谢怜再次飞升。此时的谢怜已经成了一名“破烂神”，常年倒霉，被其他神官嘲笑和忽视。
由于飞升时不慎破坏了天界的鐘和神官们的金殿，谢怜不得不下凡除鬼换取功德来补偿。他的第一个任务就是解开与君山中多位新娘失踪之谜。在与君山里，谢怜遇到了一位能操纵银蝶的红衣少年，他牵着谢怜的手，与谢怜一起穿过与君山。完成任务后，谢怜才得知那名红衣少年就是鬼王花城 。
后来，解开了半月关的迷团，在这次的迷团中结识了风师师青玄与地师明仪，救下了半月国师－－半月，后又发生了許多事情。
。

## 登場角色
謝憐（配音：S1姜廣濤（中文）／S2鄧宥希（中文）；神谷浩史（日文）；Howard Wang（英文））
原為仙樂國太子，少時在太蒼山皇極觀修行，為仙樂首席國師梅念卿（實為化名）弟子。仙樂太子像標準姿勢是「一手執花，一手仗劍」，別稱「花冠武神」。
共飛昇三次。十七歲時救了在上元祭天遊中救了從城牆上掉落的孩童（幼年花城），同年打敗一念橋作祟的鬼魂，當晚飛昇為武神。仙樂國滅後被貶下凡。多年後第二次飛昇，飛昇後自願放棄為神，與君吾交戰，一炷香後再被貶謫，成三界笑柄。又過八百年，第三次飛昇，再遇花城。經歷許多艱難險阻，最終花城助謝憐打敗白無相，自己達成心願而化蝶消失。一年多後花城歸來，從此與謝憐攜手同行。
花城 / 三郎（配音：馬正陽（中文）；福山潤（日文）；James Cheek（英文））
絕境鬼王，“血雨探花”。衣紅勝楓，膚白若雪，右眼戴着一隻黑色眼罩，妖豔動人，銀蝶追逐在衣襟袖間。幼時為謝所救，「你是我心中信仰的唯一神明」，是他不關是生是死，都始終貫徹的話。後在銅爐山蠱城中用了十年破銅爐成為鬼王。後建立了鬼市，是鬼市城主，非常富有。謝憐第三次飛昇後與他再遇。
風信 / 南風（配音：文森（中文）；古川慎（日文）；Phil Song（英文））
仙樂太子的心腹下屬，貼身侍衞，一起長大、登天、被貶和流放。後來沒能熬過一齊被貶的八百年，慕情走後不久，也離去謝憐，最後不歡而散。和劍蘭生子(今女鬼蘭昌和胎靈)。之後自己渡劫飛昇，成為坐鎮東南的武神，號南陽真君。諢號巨陽真君。
慕情 / 扶搖（配音：胡良偉（中文）；小林千晃（日文）；Lucien Dodge（英文）；黃積權（香港））
中天庭武官，出自玄真將軍慕情座下。白淨清秀的少年，自願協助謝憐調查與君山異狀。
原為仙樂國皇極觀中一掃地雜役，出身貧苦，後因受到在皇極觀修行的太子謝憐的賞識得以修煉，曾被誤以為偷走金箔。最終飛昇成為坐鎮西南的武神，號玄真將軍。
靈文（配音：黃鶯（中文）；日笠陽子（日文）；Wendee Lee（英文）；顧詠雪（香港））
靈文真君，文神之首，司人事，“三毒瘤”之一。雖身為女神官卻一身皂黑，幹練利落，殿內永遠堆着批不完的公文。
本名南宮傑，須黎國人，原是賣鞋女，後經過敬文真君點將到天界。
白無相（配音：
絕境鬼王，“白衣禍世”,銅爐山主人。常年穿一身雪白的喪服，大袖飄飄，手挽招魂幡，臉上帶一張悲喜面。所謂悲喜面，就是一張面具，右半邊臉哭，左半邊臉笑，似喜似悲。
出世後滅的第一個國，就是仙樂國。因覺得謝憐與自己有相似之處〔同為生於熒惑守心,以及遭人(梅念卿和另外三人)背棄〕，並且賞識謝憐(實際因謝憐在一念橋說出"身在無間，心在桃源",而刺激白無相)，而想把他變成下一個“白衣禍世”。後來被君吾親自滅去。真正身份烏庸古國太子，神武大帝君吾。

## 出版書籍

### 小說
| 卷數 | （中文）平心出版 | （中文）平心出版   | （英文）Seven Seas | （英文）Seven Seas |
| 卷數 | 發售日期         | ISBN               | 發售日期           | ISBN               |
| ---- | ---------------- | ------------------ | ------------------ | ------------------ |
| 1    | 2021年03月18日   | ISBN 9789864940257 | 2021年12月14日     | ISBN 9781648279171 |
| 2    | 2021年03月18日   | ISBN 9789864940264 | 2022年02月15日     | ISBN 9781648279188 |
| 3    | 2021年08月30日   | ISBN 9789864940295 | 2022年07月12日     | ISBN 9781638582106 |
| 4    | 2021年08月30日   | ISBN 9789864940301 | 2022年09月27日     | ISBN 9781638583523 |
| 5    | 2022年04月08日   | ISBN 9789864943746 | 2022年12月20日     | ISBN 9781638585503 |
| 6    | 2022年04月08日   | ISBN 9789864943753 | 2023年05月30日     | ISBN 9781638585510 |
| 7    | 不適用           | 不適用             | 2023年09月12日     | ISBN 9781638585527 |
| 8    | 不適用           | 不適用             | 2023年11月28日     | ISBN 9781638585534 |

## 衍生作品

### 動畫
製作人員
- 原著：墨香銅臭
- 導演：李豪凌
- 出品人：李旎、李豪凌
- 總製片人：張聖晏、駱豔豔
- 總監製：朱貝寧
- 製片人：劉綦、潘琳琳、王蓉
- 聯合制片人：康君、唐雲康
- 監製：陳曉璐、黃思齊、張佶駿、蒼菂、楊璐、田雪姣
- 劇本：春日幽鈴、蜜餃、桃玖玖
- 分鏡：金富永、嚴有晶
- 演出：嚴有晶
- 系列構成：春日幽鈴
- 總作畫監督：李相美、張欣欣、王鵬、權恩京、張寧
- 作畫監督：金美珍、金秀娟、宣智琇、柳民知、洪仁守、李政權、洪錫杓、申康二、梁先延、吳炫兒、金惠貞、李恩榮、盛娟、王剛、桂小蘋
- 製作：上海繪界文化傳播有限公司
- 人物設計：金美珍、樸珉貞、柳民知、洪仁守
- 配音導演：姜廣濤
- 音樂總監：楊秉音
- 配音監製：寶木中陽
- 日語版配音製作：Sony Music Solutions、Aniplex

主題曲
第一季片頭曲「無別」
演唱：張信哲；作詞、作曲：何啓弘；編曲：陳啓天
第一季片尾曲「不散」（第2-8集）
演唱：黃齡；作詞：申名利；作曲、編曲：楊秉音
第一季片尾曲「紅絕」（第9集）
演唱：胡夏；作詞：申名利、王曉倩；作曲：楊秉音；編曲：楊秉音、李柏漪
插曲「一花一劍」
演唱：李鑫一；作詞：申名利、王曉倩；作曲：楊秉音
第二季主題曲/片頭曲「憐城辭」
演唱：鹿晗；作詞：鄭志煥；作曲：Jinwoo Choi；編曲：袁文睿
日版片頭曲「慈雨のくちづけ」
演唱：SID；作詞：マオ；作曲：御恵明希
日版片尾曲「フリイジア」
演唱：雨宮天；作詞：上坂梨紗；作曲：SHIKI；編曲：立山秋航
各集標題
第一季
| 集數   | 標題     | 日文標題         |
| ------ | -------- | ---------------- |
| 第1話  | 太子新娘 | 太子の嫁入り     |
| 第2話  | 山鎖明光 | 隠された明光廟   |
| 第3話  | 舊恨紅顏 | 女将軍の執着     |
| 第4話  | 鬼王花城 | 鬼王 花城        |
| 第5話  | 菩薺記事 | 謎の少年         |
| 第6話  | 半月迷蹤 | あやかしの砂漠へ |
| 第7話  | 蠍尾蛇影 | 忍び寄る影       |
| 第8話  | 風起古國 | 暗雲漂う故国     |
| 第9話  | 妖道之禍 | 妖道の災い       |
| 第10話 | 半月往事 | 将軍と少女       |
| 第11話 | 沙埋功過 | 砂に埋もれた功罪 |
| 特別篇 | 拈花夜話 | 花香る夜語り     |

第二季
| 集數   | 標題     | bilibili上線日期 |
| ------ | -------- | ---------------- |
| 第1話  | 鬼王現身 | 10/18            |
| 第2話  | 賭盅玲瓏 | 10/25            |
| 第3話  | 攜君極樂 | 11/1             |
| 第4話  | 密道出逃 | 11/8             |
| 第5話  | 芳心再臨 | 11/15            |
| 第6話  | 萬蝶拯君 | 11/22            |
| 第7話  | 惟念一人 | 11/29            |
| 第8話  | 青燈夜遊 | 12/6             |
| 第9話  | 永安仙樂 | 12/13            |
| 第10話 | 血洗鎏金 | 12/20            |
| 第11話 | 月下惜別 | 12/27            |
| 第12話 | 百無禁忌 |                  |